# Primula incana
Primula incana là một loài thực vật có hoa trong họ Anh thảo. Loài này được M.E. Jones miêu tả khoa học đầu tiên năm 1895.